# Pilar (Cebu)
Pilar is een gemeente in de Filipijnse provincie Cebu op het eiland Ponson. Bij de census van 2015 telde de gemeente ruim 11 duizend inwoners.

## Geschiedenis
De gemeente Pilar bestaat sinds 4 oktober 1873.

## Geografie

### Bestuurlijke indeling
Pilar is onderverdeeld in de volgende 13 barangays:
| - Biasong - Cawit - Dapdap - Esperanza - Lanao - Lower Poblacion - Moabog | - Montserrat - San Isidro - San Juan - Upper Poblacion - Villahermosa - Imelda |

## Demografie
Pilar had bij de census van 2015 een inwoneraantal van 11.308 mensen. Dit waren 256 mensen (2,2%) minder dan bij de vorige census van 2010. Ten opzichte van de census van 2000 was het aantal inwoners gegroeid met 82 mensen (0,7%). De gemiddelde jaarlijkse groei in die periode kwam daarmee uit op 0,05%, hetgeen lager was dan het landelijk jaarlijks gemiddelde over deze periode (1,72%).

De bevolkingsdichtheid van Pilar was ten tijde van de laatste census, met 11.308 inwoners op 32,42 km², 348,8 mensen per km².